# HD Schrader

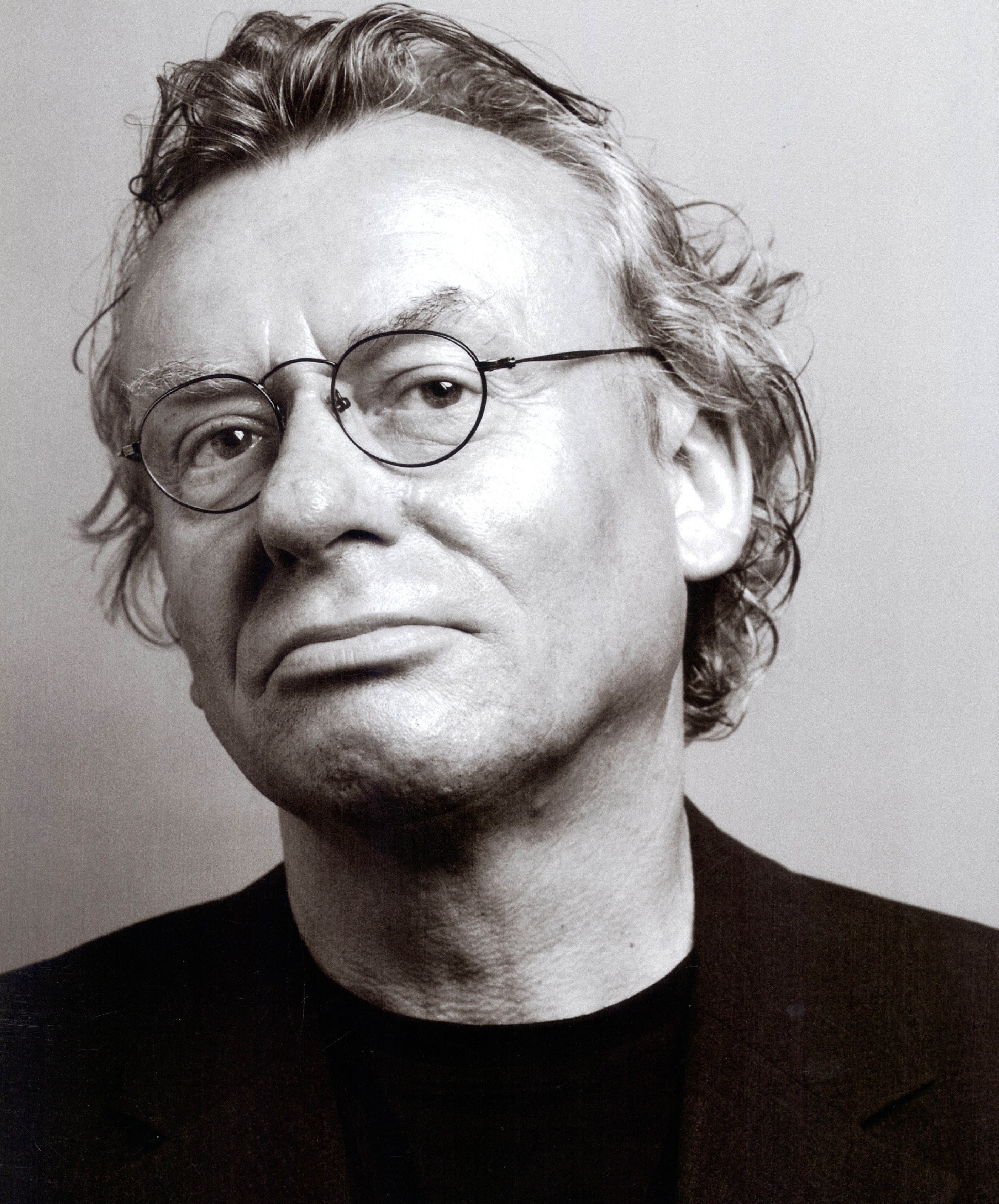
HD Schrader (2010)

HD Schrader (* 1945 in Bad Klosterlausnitz), eigentlich Hans-Dieter Schrader, ist ein deutscher bildender Künstler. Er ist insbesondere für seine sogenannten Cubecracks bekannt, die der konkreten Kunst zugerechnet werden können.

## Leben
Schrader wurde 1945 in Bad Klosterlausnitz, Thüringen, geboren.
Er studierte von 1963 bis 1965 am San Francisco Art Institute und von 1965 bis 1969 an der damaligen Werkkunstschule Hamburg u. a. konstruktives Gestalten bei Max Hermann Mahlmann.
Eine erste Einzelausstellung hatte Schrader 1969 in der Galerie des Städtebauministeriums, Bonn, mit seiner ersten Werkgruppe Quadratreihungen: Zeichnungen und Reliefbilder aus Plexiglas.
Im folgenden Jahr schlossen sich sogenannte Kubusreihungen mit Objekten, Acrylbildern, Zeichnungen und Siebdrucken an.
1972 Zusammen mit Guy Vandenbranden and Pierre de Poortere gründete er den internationalen arbeitskreis für konstruktive gestaltung (IAFKG) in Antwerpen, der bis 1986 aktiv war. Zu dieser Gruppe gehörten u.a. Richard Paul Lohse, François Morellet, Henryk k Stazewski, Kenneth Martin, Marcello Morandini, Ewald Hilgemann, Richard Winiarski und Matti Kujasalo.
Bis 1986 nahm er an sechs Symposien des Arbeitskreises IAFKG in verschiedenen europäischen Ländern teil.
Größere Aufmerksamkeit erfuhr Schrader 1973 mit der Arbeit Kugel im Kubus, für die Schrader – auf einen offenen Wettbewerb für Hamburger Künstler hin – von der Stadt Hamburg beauftragt wurde und die vor dem Hamburger Kunstverein ihren Platz fand.
1974 nimmt Schrader an der X. Biennale Internationale d‘Art Menton, Frankreich, teil.
Seit 1986 hatte Schrader eine Professur für Typografie an der Fachhochschule Dortmund, Fachbereich Design, inne.↵Schrader wurde mit mehreren Preisen ausgezeichnet, so etwa 1990 mit dem Preis Kultur Aktuell in Schleswig-Holstein für die Bürgerinitiative zur Erhaltung der Skulptur Kubus-Balance oder 1991 mit dem Landesschaupreis Schleswig-Holstein und 2003 mit dem Skulpturenpreis Goslar.↵ 1996 nahm HD Schrader am Projekt LAND : ART im Kreis Dithmarschen teil und realisierte im Außendeichgelände des Brunsbütteler Hafens einen "Kubuskoog" aus 8 großen roten Kuben. Im Auftrag der Landesregierung in Kiel stellte Schrader die Installation Kubuskoog im deutschen Pavillon der EXPO 2000 in Hannover.↵2005 wurde Schrader zusammen mit Hartwig Ebersbach, Jerry Zeniuk, Max Uhlig and Gotthard Graubner zum chinesisch-deutschen Malersymposion in Wuyishan, China, eingeladen.↵Im Jahr darauf war er Mitglied der internationalen Jury für den Olympic Landscape Sculpture Contest in Peking, China, . 2007 war er Kurator der Ausstellung "Rote Berge. Grünes Wasser. Chinesische und deutsche Maler heute." in China und in der Kunsthalle St. Annen, Lübeck. 2012 hatte er eine Gastprofessur in Hangzhou inne.

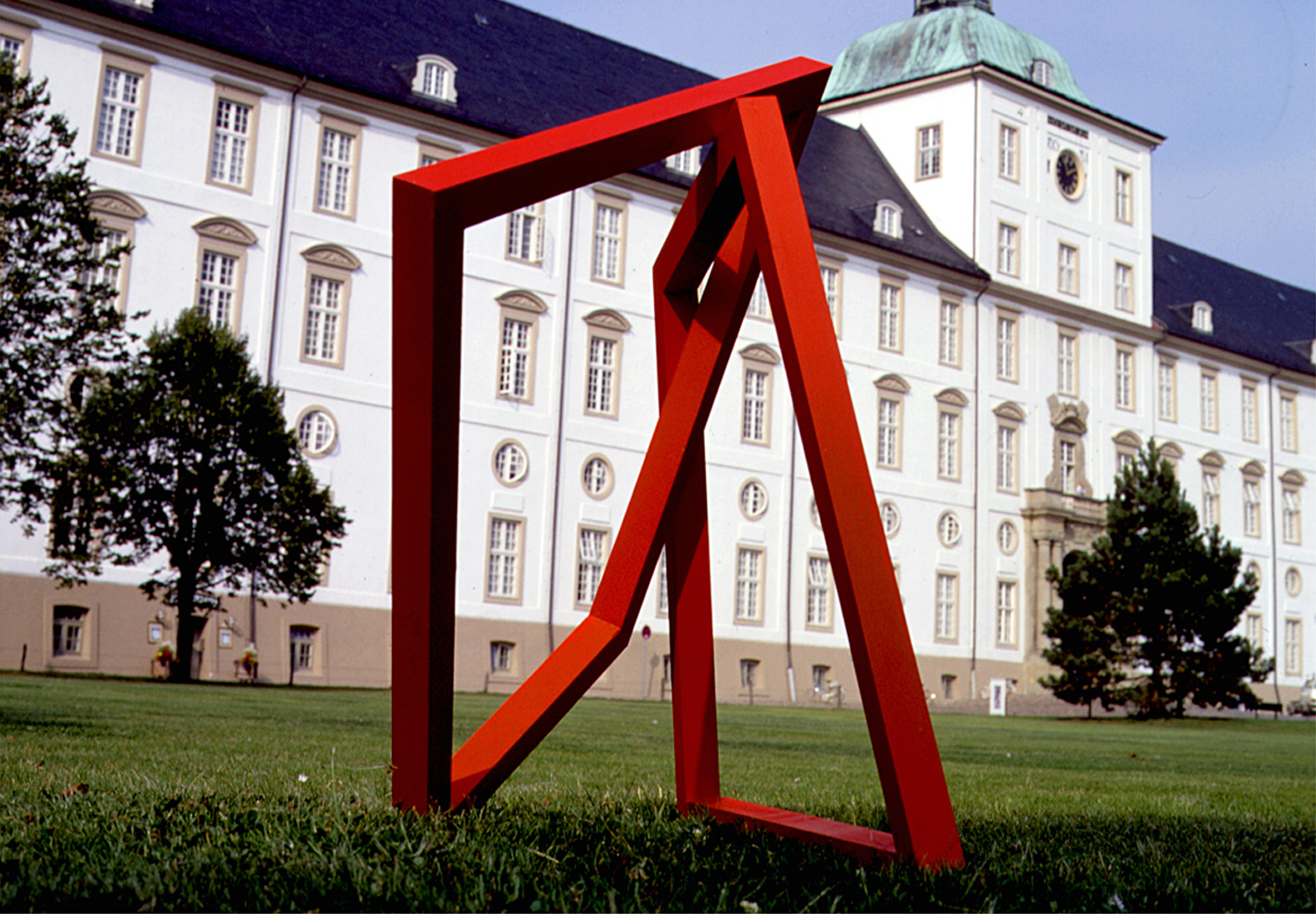
Viereck und Viereck (1986). Schloss Gottorf, Schleswig

Schrader lebt auf Eiderstedt..

### Einzelausstellungen (Auswahl)
Zu den mit «K» gekennzeichneten Ausstellungen erschien ein Katalog.
- 1969 Galerie im Städtebauministerium, Bad Godesberg
- 1974 Galerij Vecu, Antwerpen [mit Pierre de Poortere]
- 1975 Galerie Szepan, Gelsenkirchen [mit Pierre de Poortere]; Galerie Beckmann, Hamburg; Galleria Beniamino, San Remo [mit Pierre de Poortere]
- 1976 Galleria Dei Mille, Bergamo [mit Pierre de Poortere]
- 1979 Galleria de la Plaza, Varese [mit Pierre de Poortere]
- 1983 Standpunkte. Hamburger KunsthalleK
- 1992 Museum am Ostwall, Dortmund; Wilhelm-Hack-Museum LudwigshafenK
- 1994 Museum Modern Art, HünfeldK
- 1995/1996 Cubecracks. Städtische Galerie des Emschertalmuseums, Herne, Flottmann-Hallen, Herne und große Stahlskulpturen „Cubecracks“ im Stadtraum von Herne / Museum für Konkrete Kunst, Ingolstadt / Museum für Kunst und Kulturgeschichte (Katharinenkirche) der Hansestadt Lübeck und Burgkloster, LübeckK
- 1996 Cubecracks – Zwölf Skulpturen, Zwölf Literaten – Museum für Konkrete Kunst, Ingolstadt
- 1997 Cubecracks – Die sechs Liegenden und Ihre Poeten – Halle K3, Kampnagelfabrik, Hamburg
- 1998 Kunstraum Kubus. Richard-Haizmann-Museum, Niebüll
- 1999 Elastic Cubes, Stadtgalerie Kiel
- 1999/2000 Kunstraum Kubus Stadtgalerie Brunsbüttel, Städtisches Museum, Gelsenkirchen und Museen im Kulturzentrum, RendsburgK
- 2000 Cubes and Trees. Schloss Agathenburg, Agathenburg; Deutscher Pavillon, EXPO 2000, Hannover (Innenhof)
- 2002 Cubecuts Kunstverein Schloss Plön und Folkwangschule Essen
- 2003 Vom Kubus zum Kubus Mönchehaus Museum GoslarK , Cubecracks, Lichtwark Forum, Hamburg, Elastic Cubes – Art Studio 1, Deinste
- 2006 Contemporanea – Galerie für zeitgenössische Kunst, , Oberbillig/TrierK,[1] Galerie Linde Hollinger, Ladenburg, Cubecracks – Kunstverein Oerlinghausen, Synagoge, Oerlinghausen
- 2007 Crossover – together with Xiaosong Wang – Art Studio1, Deinste
- 2010 HD Schrader - Woodwatchers and others. Ludwig Museum Koblenz, in Zusammenarbeit mit dem Today Art Museum in PekingK,[2]
- 2011 Skyladders and Others – Tianjin Academy of Fine Arts Museum, Tianjin, und Today Art Museum, Peking, China
- 2012 Cubecracks - Mönchehaus Museum, Goslar
- 2014 Cubes and Cracks. Kunstmuseum Bayreuth. Ausstellung im Neuen Rathaus Bayreuth.
- 2016 HD Schrader, Galerie Wuensch Aircube, Linz, Österreich

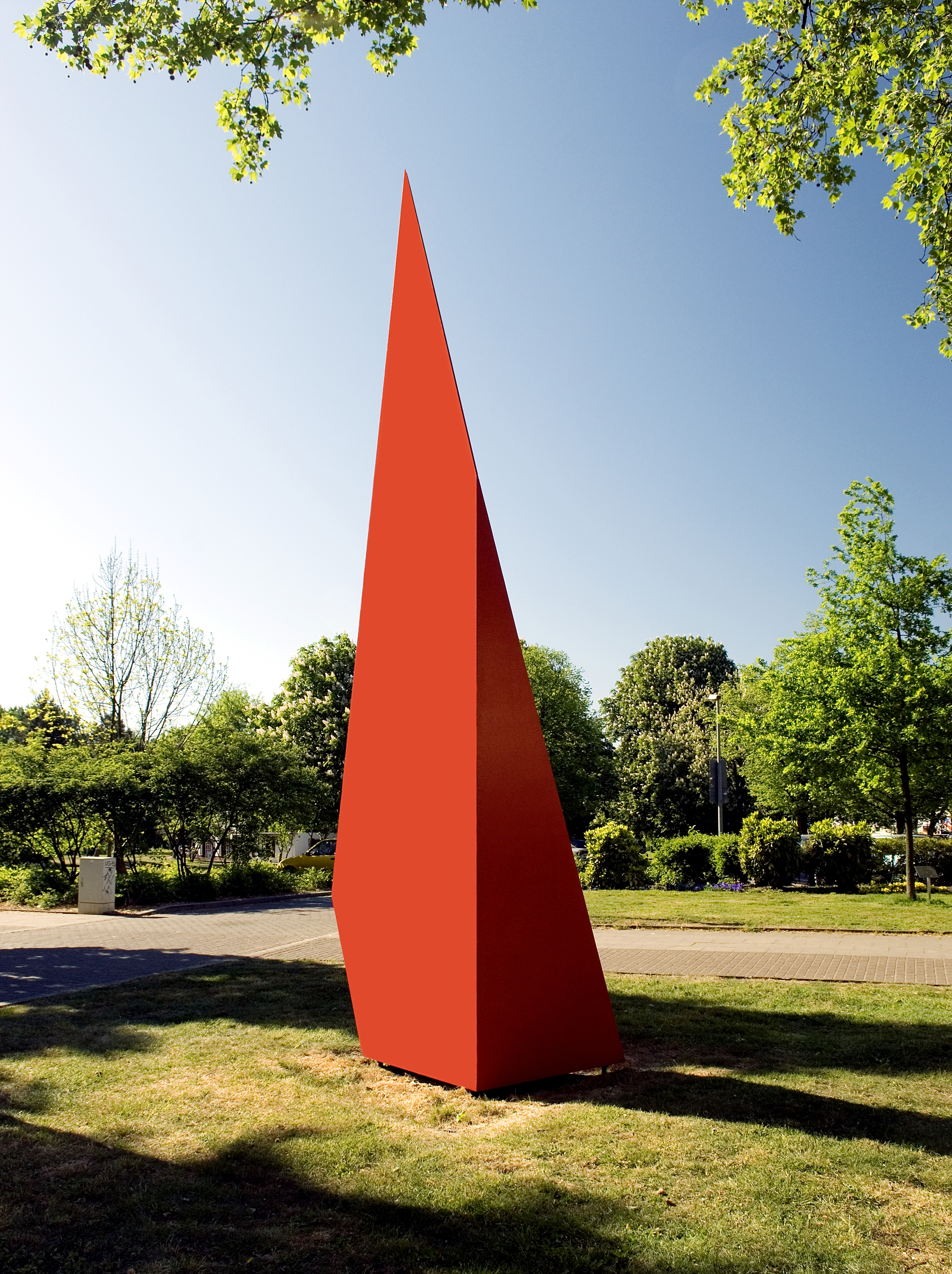
Cubecrack Nr. 1 (1996). Herne

## Werk
Einen von Schraders Cubecracks mit seinen ungewöhnlichen, eckigen bis spitzen Formen nimmt man zunächst einmal als Fremdkörper wahr – sei es im städtischen Raum, sei es im Grünen. Die Signalfarbe Rot unterstreicht diese Wirkung noch.
«Wie die Dinge gemacht sind, sieht man ihnen an, nicht jedoch, woraus sie sich herleiten,» schreibt Bernhard Holeczek.
So wie ein Cubecrack einerseits als ein autonomes skulpturales Zeichen gelesen werden kann, so begegnet er dem Betrachter andererseits als Botschafter einer fremden Welt, als Zeichen, dessen Bedeutung sich erst in Kenntnis des Werks Schraders erschließt. Tatsächlich verweisen Schraders Cubecracks auf ein rationales System: den Würfel beziehungsweise den Quader. Seit 1974 beschäftigt er sich in Zeichnungen, Bildern, Objekten, Installationen,
Animationsfilmen und Skulpturen mit dem Thema „Kunstraum Kubus“.
Während jedoch Plastiken, z. B. aus Ton, unter der formenden Hand des Künstlers wachsen
oder Skulpturen, z. B. aus Marmor, unter den Schlägen von Hammer und Meißel schrumpfen,
bis ein Endzustand erreicht ist, entstehen Schraders Cubecracks grundlegend anders:
er zerschneidet einen Quader, d. h. einen derart geformten Stahlhohlkörper, in Einzelteile.
Den Quader, den Schrader für seine ersten Cubecracks, die er 1995/1996 in den Städten Herne, Ingolstadt und Lübeck ausstellte, verwendete, kann man sich dabei so vorstellen, als wären drei 2,50-m-Kuben aufeinander gestapelt worden. Schrader zerschnitt diesen Quader in zwölf Teile: sechs knallrote Cubecracks verteilte Schrader jeweils über die Stadt, die sechs anderen wurden im Museum ausgestellt. Dem Betrachter präsentierten sie sich in ihrer Unterschiedlichkeit und je eigenen Dynamik und unmittelbaren zeichenhaften Präsenz. Doch bald schon wurde der Betrachter gewahr, dass es sich hier um Teile eines Ganzen handeln muss, das – obschon physisch nicht mehr existent – in jedem Teil gegenwärtig ist: «Das Weggelassene bestimmt selbstverständlich jedes Stück,» so Schrader.
In der konstruktiv-konkreten Kunst, in deren Denken Schraders Werk gründet, unterwirft sich der Künstler beim Entwurf eines Kunstwerks einem vorgegebenen Regelsystem – bei Schraders Cubecracks entspräche das etwa der Vorgabe, die einzelnen Arbeiten aus dem systematischen Prozess des Zerschneidens einer Quaderoberfläche hervorgehen zu lassen. Die Werkgruppe der Cubecracks illustriert eindringlich, dass die daraus resultierende Formensprache zwar rational begründet, aber nicht durch bloße Deduktion entwickelbar ist. Denn die einzelnen Cubecracks ergeben sich nicht zufällig: vielmehr setzt der Künstler seine Schnitte so, dass für ihn interessante Formen entstehen; sie sind das Ergebnis subjektiver Entscheidungen beziehungsweise des künstlerischen Instinkts.
Die Stahlkörper bleiben mithin nicht nur Teilformen eines Ganzen, sondern entwickeln ein je eigenes ästhetisches Gewicht und eine eigene Zeichenhaftigkeit.
Schraders Kunst kann schwerlich durch ein einzelnes Element oder ein einzelnes Werk definiert werden. Tatsächlich waren beispielsweise für die Werkgruppe Viereck und Viereck Zeichnungsserien, die jeweils zwei fallende Würfel – repräsentiert durch zwei Vierecke – variieren, der Ausgangspunkt. «Die Dynamik ist deshalb nicht die Expression der Form, sondern ein Prozess der Umgestaltung.» (Andrzej Turowski) Bemerkenswerterweise wurden schon die Varianten dieser Serie im Rahmen der Ausstellung Kunststraße Rhön. 1986 an verschiedenen Orten (Hünfeld, Hofbieber und Hilders in Osthessen) platziert.
Ab 1999 entstand die Werkgruppe der Elastic cubes. Sie sind allesamt aus acht Vierkantstahl-Elementen zusammengesetzt, die genügen, um das Gerüst eines Würfels vor den Augen des Betrachters entstehen zu lassen. An den acht Würfelecken sind je zwei Vierkantstähle vermittels einer Achse miteinander verbunden – wie Gelenke eines Skeletts. Dadurch, dass vier der eigentlich zwölf Kanten eines Würfels fehlen, kann das Kantengerüst nun verzogen, d. h. verwinkelt werden. Jeder einzelne Elastic Cube entwickelt dabei eine ihm eigene, individuelle Physiognomie, ja geradezu eine eigene Gestik. «Als „Figur“ lassen sie ihre Konstruktion fast vergessen, jedenfalls in den Hintergrund treten.» (Knut Nievers) Die Wirkung der Elastic Cubes beschreibt Klaus Reeh folgendermaßen:
«Atmosphäre ist letztlich HD Schraders Stil und er schafft sie, einem Architekten nicht unähnlich, durch Plastiken, die weit in den sie umgebenden Raum ausstrahlen. Und mit seinen Elastic Cubes ist es HD Schrader gelungen, eine besonders ästhetische Atmosphäre mit in ihrer Minimalität kaum zu unterbietenden Mitteln und im Zuge eines durch seine Einfachheit überraschenden Prozesses zu schaffen.»
2000 entstand die Werkgruppe Cubes and trees, die zuerst im Park von Schloss Agathenburg jahreszeitbezogen installiert wurde. Die Würfel und Quader sind hierbei als bloße Kantengerüste aus Holz oder Aluminium konzipiert. Dies gestattet einen Durchblick durch die Form und reduziert die Materialität. Dabei transformieren die leuchtend roten Kuben Orte in der Natur, die zuvor ohne besonderen Belang waren, zu Schauplätzen einer spannungsreichen, ja geradezu poetischen Begegnung zwischen gewachsener Naturform hier und geometrisch-entrückter Reinheit und Klarheit dort.

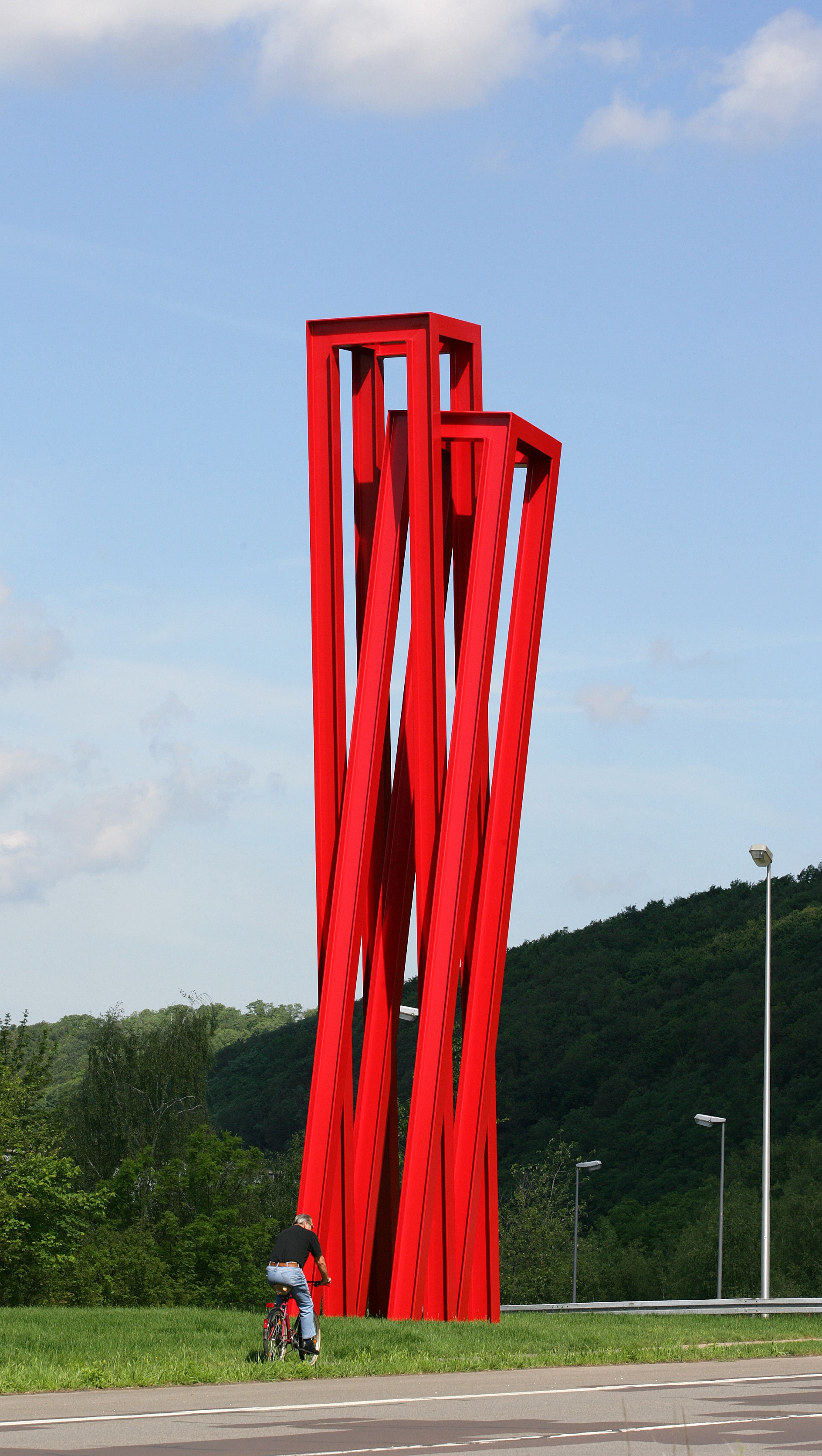
Kubushochzeit (2007). Völklingen

### Arbeiten in öffentlichen Sammlungen (Auswahl)
- Sammlung Schloss Agathenburg, Agathenburg
- Stadtgalerie Brunsbüttel, Brunsbüttel
- Kunstverein exakte Tendenzen, Schloss Buchberg, Österreich
- Museum Okregowe, Chelm, Polen
- Musee des Arts, Cholet, Frankreich
- Museum am Ostwall, Dortmund
- Städtische Kunstsammlung, Gelsenkirchen
- Mönchehausmuseum für moderne Kunst, Goslar
- Hamburger Kunsthalle
- Sprengel Museum Hannover
- Sammlung des Emschertalmuseums, Herne
- Museum für moderne Kunst, Hünfeld
- Museum für Konkrete Kunst, Sammlung Vitt, Ingolstadt
- Kemi Minicipal Taidemuseio, Finnland
- Kunsthalle Kiel
- Ludwig Museum, Koblenz
- Wilhelm-Hack-Museum, Ludwigshafen
- Museo Umbro Apollonio, S. Martino, Padova
- Eugen Gomringer Sammlung, Kunsthaus Rehau
- Stedelijk Museum Schiedam, Schiedam
- Schleswig-Holsteinisches Landesmuseum, Schloss Gottorf, Schleswig
- Tianjin Academy of Fine Arts Museum, Tianjin, China
- MUMOK – Museum moderner Kunst – Stiftung Ludwig, Wien
- Sammlung der Stadt Zagreb, Kroatien

### Werke im öffentlichen Raum (Auswahl)

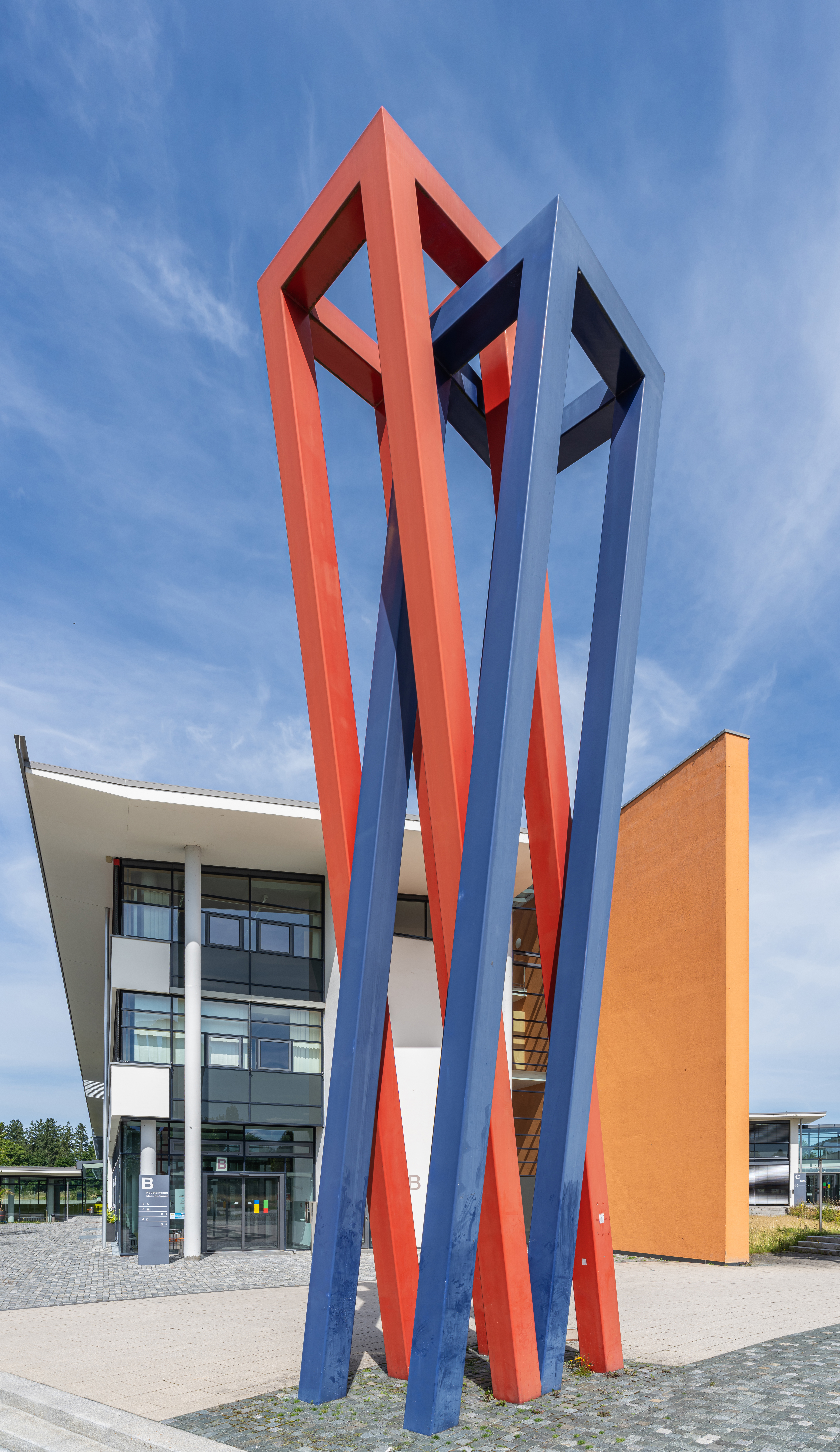
Bichrome Stahlskulptur, für die Hochschule Hof installiert

- 1973 Kugel im Kubus. Stahl, zunächst auf dem Vorplatz des Hamburger Kunstvereins, Kunsthaus, Hamburg (bis 1990), seit 1994 vor dem Archäologischen Museum Hamburg (ehemalige Handwerkskammer), Hamburg-Harburg, aufgestellt
- 1977 Cube in cube, Edelstahl, Hamburg
- 1978–80 Gestaltung eines Schulwegs, weiße, rote und schwarze Pflastersteine, ein Würfelskelett aus schwarz-rot lackiertem Stahl, Stadtteilschule Altona, Hamburg
- 1981 Steinspirale, Granit, Gymnasium Osdorf, Hamburg
- 1985 Viereck und Viereck, Stadtpark Hünfeld.
- 1986 Viereck und Viereck, Kunststation Kleinsassen; Viereck und Viereck, Stahl, Skulpturenpark vor dem Landesmuseum in Schloss Gottorf, Schleswig
- 1987 Viereck und Viereck, Skulpturenpark Nortorf
- 1990 Kubus Balance. Zunächst Schloss Plön, seit 2015 auf dem Dach des Kultur- und Kommunikationszentrums Bunker-D, Campus der Fachhochschule Kiel, aufgestellt.
- 1994 Viereck und Viereck. Stahl, Ingolstadt
- 1996 Kubuskoog, Holz, alter Hafen im Gebiet des Vorderdeiches, Brunsbüttel; Cubecrack Nr. 1–6, Stahl, Herne; Cubecrack Nr. 4+5, Stahl, Lübeck
- 2000 Elastic Cube. Kunstmuseum Gelsenkirchen[12]
- 2003 Kubushochzeit. Stahl, Fachhochschule Hof; Strömungen, Edelstahl, Schifffahrtsamt, Rostock; Cubecrack 2. Stahl, Schenkung Schenning-Stiftung, Bergbaumuseum Rammelsberg, Goslar („Goslar-Skulptur“ des Jahres 2003)
- 2005 Kubushochzeit. Stahl, Stormarner Kreisverwaltung, Bad Oldesloe
- 2006 Cubecrack Nr. 8. Stahl, Contemporanea, Oberbillig/Trier
- 2007 Kubushochzeit. Stahl, Völklingen
- 2013 Cube + Tree. Aluminium, Rathaus, Hamburg-Harburg
- 2013 Cube Spiral. Forschungszentrum Jülich
- 2014 Three Woodwatchers. Museum Ritter, Waldenbuch
- 2014 Cube + Tree. Bayreuth. 2015 vom Förderkreis Skulpturenmeile Bayreuth e.V. angekauft.